# 松本洋一郎
松本 洋一郎（まつもと よういちろう、1949年 - ）は、日本の工学者（流体工学・計算力学・分子動力学・希薄気体力学・ミクロ熱流体力学・気泡力学）。学位は、工学博士（東京大学・1977年）。東京大学名誉教授。
東京大学工学部教授・学部長、東京大学大学院工学系研究科教授・研究科長、東京大学総長特任補佐、東京大学副学長、国立大学法人東京大学理事、内閣官房医療イノベーション推進室室長、理化学研究所理事、国立がん研究センター理事などを歴任。2018年4月1日付で東京理科大学学長に就任。2020年4月1日付で外務大臣科学技術顧問（外務省参与）に就任。

## 来歴

### 生い立ち
灘高等学校を経て、東京大学に進学、工学部機械工学科にて学んだ。1972年3月、東京大学卒業。そのまま東京大学大学院に進学、工学系研究科機械工学専門課程にて学んだ。1974年3月、東京大学大学院修士課程修了。1977年3月、東京大学大学院博士課程修了。それにともない、東京大学から工学博士の学位を取得（論文タイトルは『液面燃焼伝播に関する研究』）。

### 研究者として

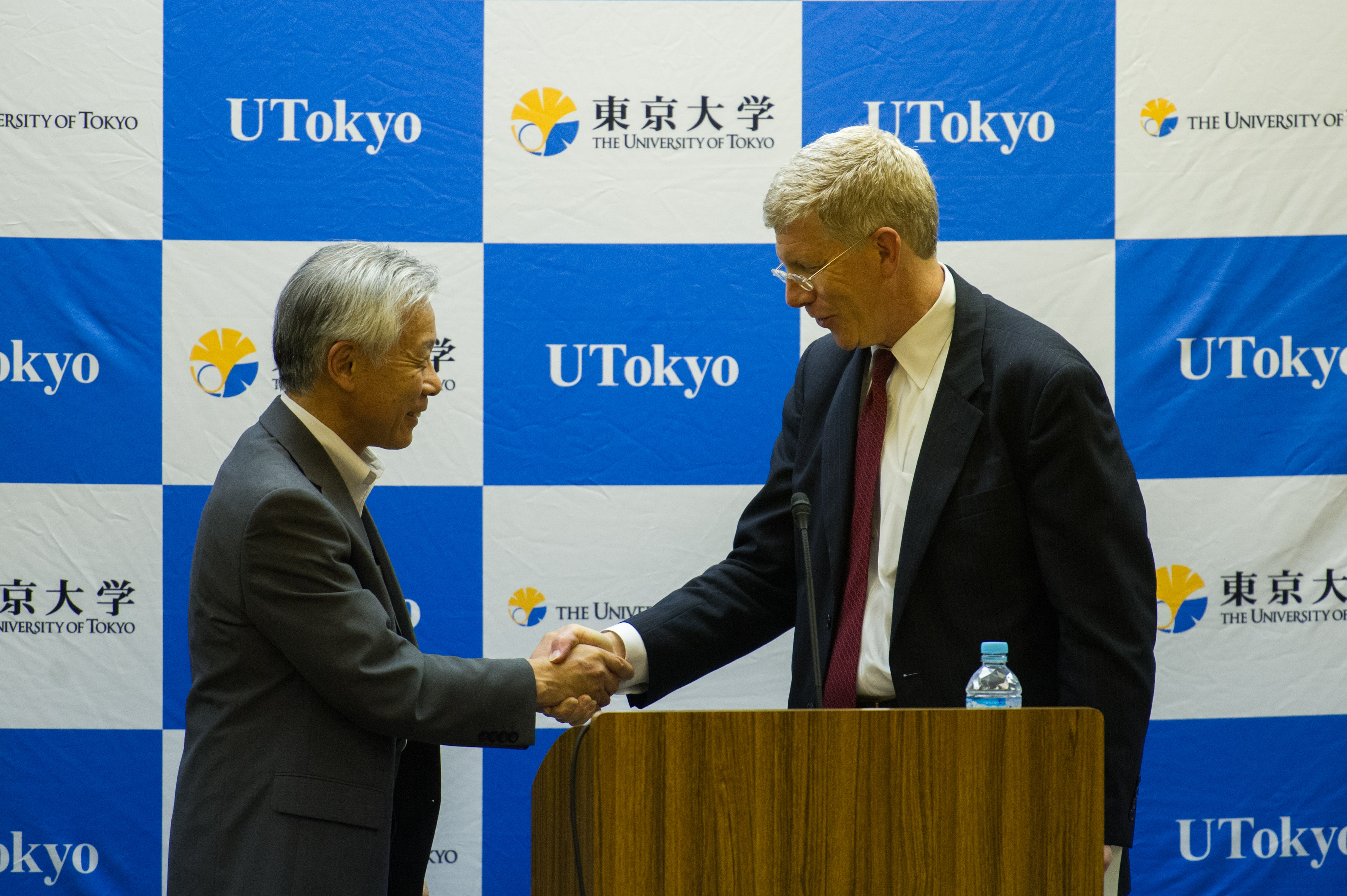
2014年6月12日、アメリカ合衆国エネルギー省副長官ダニエル・ポネマン（右）と

大学院修了後、1977年4月より、母校である東京大学の工学部にて講師を務めた。1978年4月、東京大学工学部助教授に昇任。学士号を得てからわずか6年、博士号を得てからわずか1年で、東京大学助教授に就任したことになる。1992年8月、東京大学工学部教授に昇任。なお、1992年4月から1995年3月にかけて、大学院重点化のため工学系研究科が整備されたことにともない、大学院工学系研究科教授が本務となった。工学系研究科では、主に機械工学専攻にて教鞭を執った。
2004年4月、国立大学法人化にともない、東京大学の設置者が国から「国立大学法人東京大学」に変わったが、引き続き東京大学に勤務。同月より、東京大学評議員を務めるとともに、大学院工学系研究科副研究科長に就任。2006年4月1日、平尾公彦の後任として、東京大学大学院工学系研究科研究科長に就任。同時に、東京大学工学部学部長に就任。2008年4月には、東京大学副学長に就任、総長特任補佐も兼務した。2009年4月、東京大学の設置者として管理・運営にあたる法人の理事にも就任した。なお、教育・研究機関としての東京大学においても、引き続き副学長を務めた。また、中村祐輔の退任にともない、2012年1月4日より、内閣官房の医療イノベーション推進室にて室長を兼任。この辞令は野田内閣の下で発令されたが、同月発足した野田第1次改造内閣の下でも務めた。
2015年、東京大学を退職。その後、国立研究開発法人に移行した理化学研究所にて、2015年4月1日付で理事に就任。さらに、同じく国立研究開発法人に移行した国立がん研究センターにて、同年より理事（教育・評価担当）を務めた。

## 研究
専門は工学、特に機械工学に関する研究に従事する。流体工学、計算力学、分子動力学、希薄気体力学、ミクロ熱流体力学、気泡力学といった分野の研究に取り組む。具体的には、混相流や、キャビテーション、流体工学の医療への応用、さらには、生命体シミュレーターや、知識の構造化を研究する。
その業績は高く評価され、「液面燃焼伝ぱに関する研究」で日本機械学会奨励賞を受賞、「回転円盤上の薄膜形成」と「自由表面を有する容器内の気泡プルームの数値解析」と「クラウドキャビテーションの崩壊現象を利用した結石破砕法」で、それぞれ日本機械学会論文賞を受賞した。そのほか、日本機械学会会員功労者にも選ばれるとともに、日本機械学会計算力学部門功績賞、日本機械学会流体工学部門フロンティア表彰、日本機械学会流体工学部門賞、などを受けた。アメリカ機械学会からは、Medical Application in Fluids Engineeringにてカルバン・W・ライス講演賞を授与され、のちにテッド・ベリーツチコ応用力学賞を授与された。また、「気泡モデルを用いた数値解析による軸流ポンプの吸込比速度予測」にてターボ機械協会論文賞を受賞し、「気泡力学の基礎とその応用に関する研究」にて流体科学研究賞を受賞した。それに加えて、日本混相流学会論文賞、山崎賞、日本計算力学賞、といった各賞も受賞した。
学術団体としては、日本機械学会、日本流体力学会、可視化情報学会、日本混相流学会、日本伝熱学会、日本工学アカデミー、アメリカ機械学会、アメリカ物理学会、などに所属する。

## 略歴
- 1949年 - 誕生。
- 1972年 - 東京大学工学部卒業。

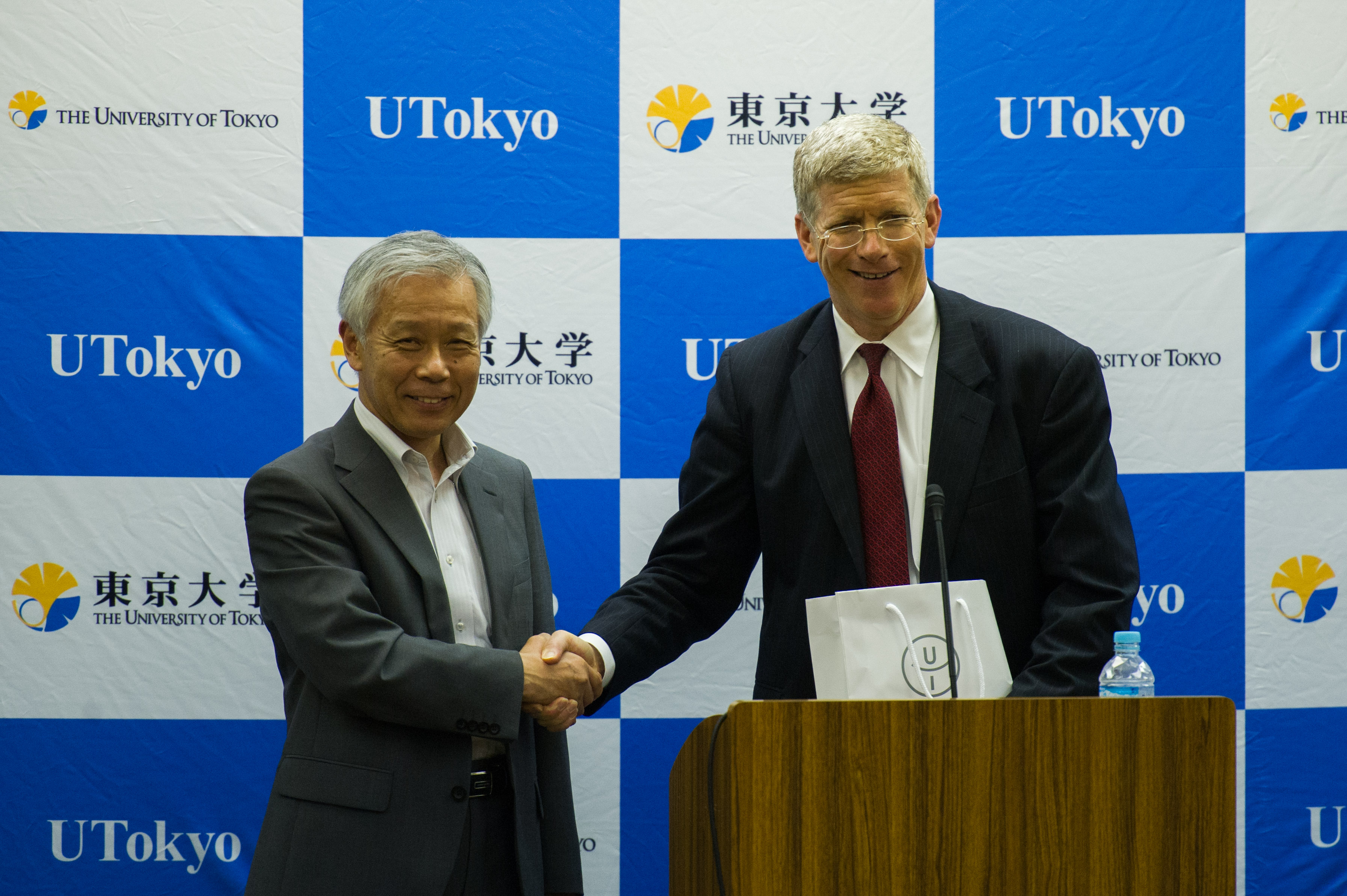
2014年6月12日、アメリカ合衆国エネルギー省副長官ダニエル・ポネマン（右）と

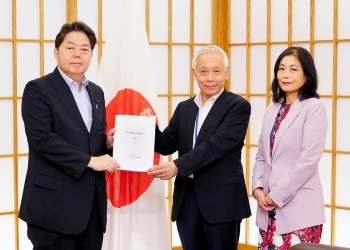
外務大臣次席科学技術顧問の小谷元子とともに外務大臣の林芳正を表敬訪問（2022年6月）

- 1974年 - 東京大学大学院工学系研究科修士課程修了。
- 1977年 - 東京大学大学院工学系研究科博士課程修了。
- 1977年 - 東京大学工学部講師。
- 1978年 - 東京大学工学部助教授。
- 1992年 - 東京大学工学部教授。
- 2004年 - 東京大学評議員。
- 2004年 - 東京大学大学院工学系研究科副研究科長。
- 2006年 - 東京大学大学院工学系研究科研究科長。
- 2006年 - 東京大学工学部学部長。
- 2008年 - 東京大学総長特任補佐。
- 2008年 - 東京大学副学長。
- 2009年 - 東京大学理事。
- 2012年 - 内閣官房医療イノベーション推進室室長。
- 2015年 - 東京大学退職。
- 2015年 - 理化学研究所理事。
- 2015年 - 国立がん研究センター理事。
- 2015年 - 東京大学名誉教授。
- 2018年 - 東京理科大学学長。
- 2020年 - 外務大臣科学技術顧問（外務省参与）。

## 主な所属学会
- 日本機械学会(第88期会長)
- 日本機械学会計算力学部門部門長(1997)
- 日本機械学会流体工学部門部門長(2001)
- 可視化情報学会副会長・会長（2005-2006・2007）
- 日本流体力学会副会長・会長（2003・2004）
- 日本混相流学会副会長(2000)
- 日本学術会議会員
- 日本流体力学会
- 可視化情報学会
- 日本混相流学会
- 日本伝熱学会
- 日本工学アカデミー
- アメリカ機械学会フェロー(終身会員)
- アメリカ物理学会
- 日本工学教育協会(第18期会長)
- IAHR
- EUROMECHなど

## 賞歴
- 1983年 - 日本機械学会奨励賞。
- 1992年 - 日本機械学会論文賞。
- 1997年 - 日本機械学会会員功労者。
- 1998年 - 日本機械学会論文賞。
- 1998年 - 日本混相流学会論文賞。
- 1998年 - 日本機械学会計算力学部門功績賞。
- 1999年 - 日本機械学会流体工学部門フロンティア表彰。
- 2004年 - ターボ機械協会論文賞。
- 2005年 - カルバン・W・ライス講演賞。
- 2007年 - 日本機械学会賞論文賞。
- 2007年 - 山崎賞。
- 2007年 - 日本機械学会流体工学部門賞。
- 2007年 - 日本計算力学賞。
- 2007年 - 流体科学研究賞。
- 2010年 - APACM Award for Computational Mechanics。
- 2010年 - テッド・ベリーツチコ応用力学賞。

## 栄誉・叙勲
- 2015年 - 東京都功労者表彰。

## 著作

### 共著
- 小竹進ほか共著『熱流体ハンドブック――現象と支配方程式』丸善、1994年。ISBN 4621039954
- 高城敏美ほか著『燃焼・希薄流・混相流・電磁流体の解析』東京大学出版会、1995年。ISBN 4130651056
- 笠木伸英・松本洋一郎・大橋弘忠著『計算熱流体力学』岩波書店、2002年。ISBN 4000109952
- 堀井秀之ほか共著『東京大学テクノロジー&サイエンス』日経BPコンサルティング、2007年。ISBN 4861302889

### 編纂
- 松本洋一郎編著『マイクロバブル最前線』共立出版、2009年。ISBN 9784320081673

### 監修
- 松本洋一郎・小宮山宏監修、藤原毅夫・丸山茂夫・伊東乾編『知識・構造化ミッション――大学は表現する』日経BP出版センター、2005年。ISBN 4822232018
- 松本洋一郎監修、山口浩樹著『道具としての流体力学』日本実業出版社、2005年。ISBN 453403945X

### 寄稿、執筆等
- 矢川元基編『計算力学1――新しい応用と展開』養賢堂、1989年。ISBN 4842589124
- 保原充・大宮司久明編『数値流体力学――基礎と応用』東京大学出版会、1992年。ISBN 4130668005
- 合原一幸編著『応用カオス――カオスそして複雑系へ挑む』サイエンス社、1994年。ISBN 4781907334
- 日本機械学会編『原子・分子の流れ――希薄気体力学とその応用』共立出版、1996年。ISBN 4320081137
- 平田賢・岡本史紀責任編集『熱流体とコンピュータアナリシス』日刊工業新聞社、1997年。ISBN 4526040304
- 大宮司久明・三宅裕・吉澤徴編『乱流の数値流体力学――モデルと計算法』東京大学出版会、1998年。ISBN 4130661132
- Multiphase Flow Handbook, Clayton T. Crowe (ed.), Taylor & Francis, 2005. ISBN 9781420040470
- 日本機械学会編『機械工学便覧』基礎編α4巻、5版、丸善、2006年。ISBN 4888981353
- 日本機械学会著『計算力学ハンドブック』2巻、丸善、2006年。ISBN 4888981175
- 日本機械学会編『機械工学便覧』応用システム編γ2巻、5版、丸善、2007年。ISBN 9784888981606

## 関連人物
- 合原一幸
- 伊東乾 (作曲家)
- 大橋弘忠
- 小宮山宏
- 矢川元基